# Nová a Kovářská Ulice
Nová a Kovářská Ulice (německy Neu und Schmied Gasse) je bývalé předměstí v Hustopečích v okrese Břeclav. Do roku 1950 se také jednalo o samostatné katastrální území.

## Historie
Severní předměstí Hustopečí tvořily ulice Nová a Kovářská. Procházela tudy cesta z hustopečského náměstí přes Kovářskou bránu směrem na Kurdějov. V první čtvrtině 19. století tvořil toto předměstí rošt navzájem kolmých ulic Kovářské (dnešní ulice Kollárova a Šafaříkova) a Nové (dnešní ulice Havlíčkova a Nerudova), zástavba se nacházela v prostoru dnešní Kurdějovské ulice a součástí předměstí byla i východní uliční čára hlavní hustopečské cesty, ulice Brněnské.
V roce 1950 byla provedena katastrální reforma Hustopečí a katastr Nová a Kovářská Ulice byl začleněn do katastru města. V průběhu 20. století byl severně od Kovářské ulice postaven sportovní areál, budova školy a další zástavba.
Východně od Nové ulice se nachází hustopečský hřbitov, kde bylo v 90. letech 20. století postaveno krematorium.

## Galerie

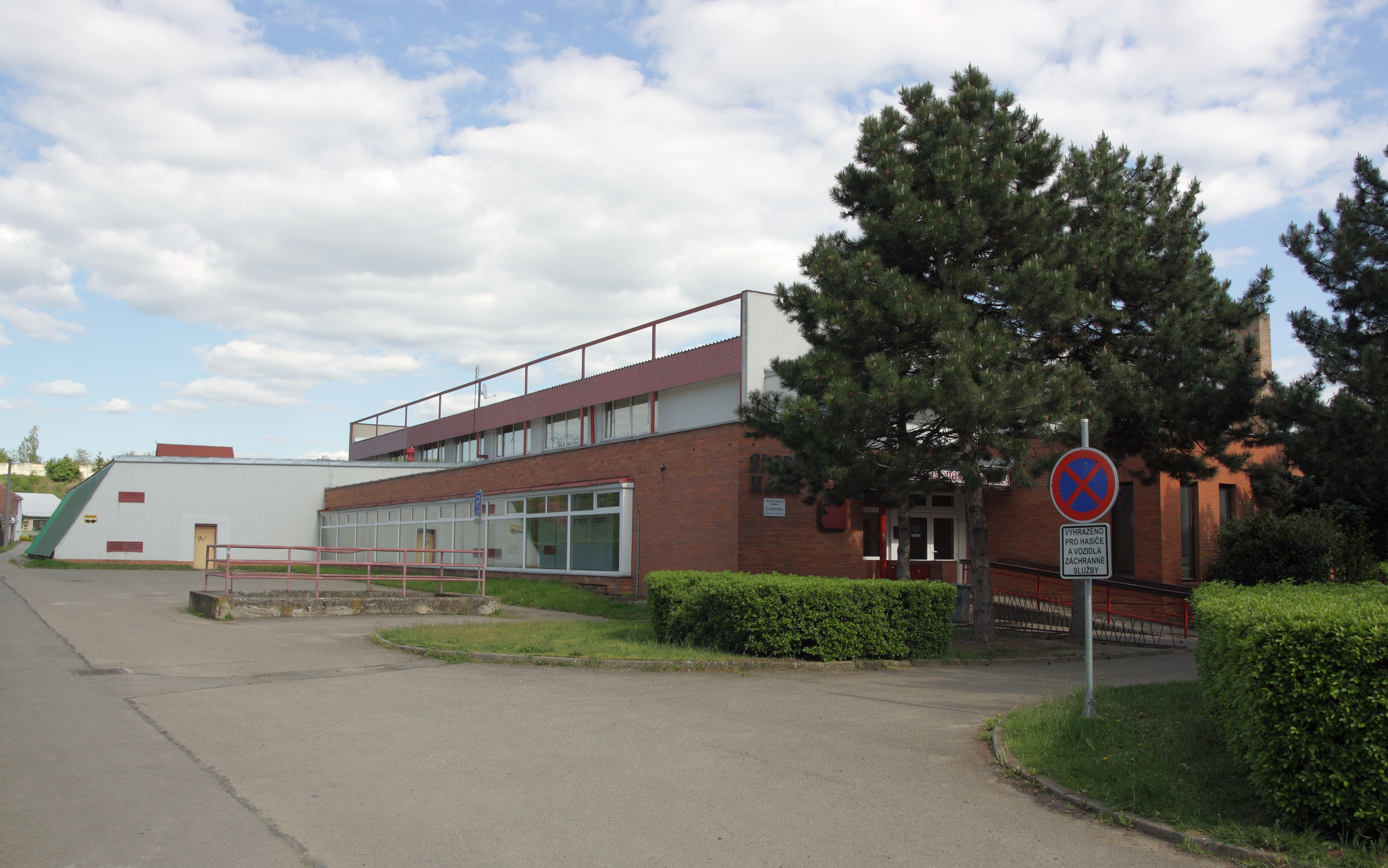
Městská sportovní hala
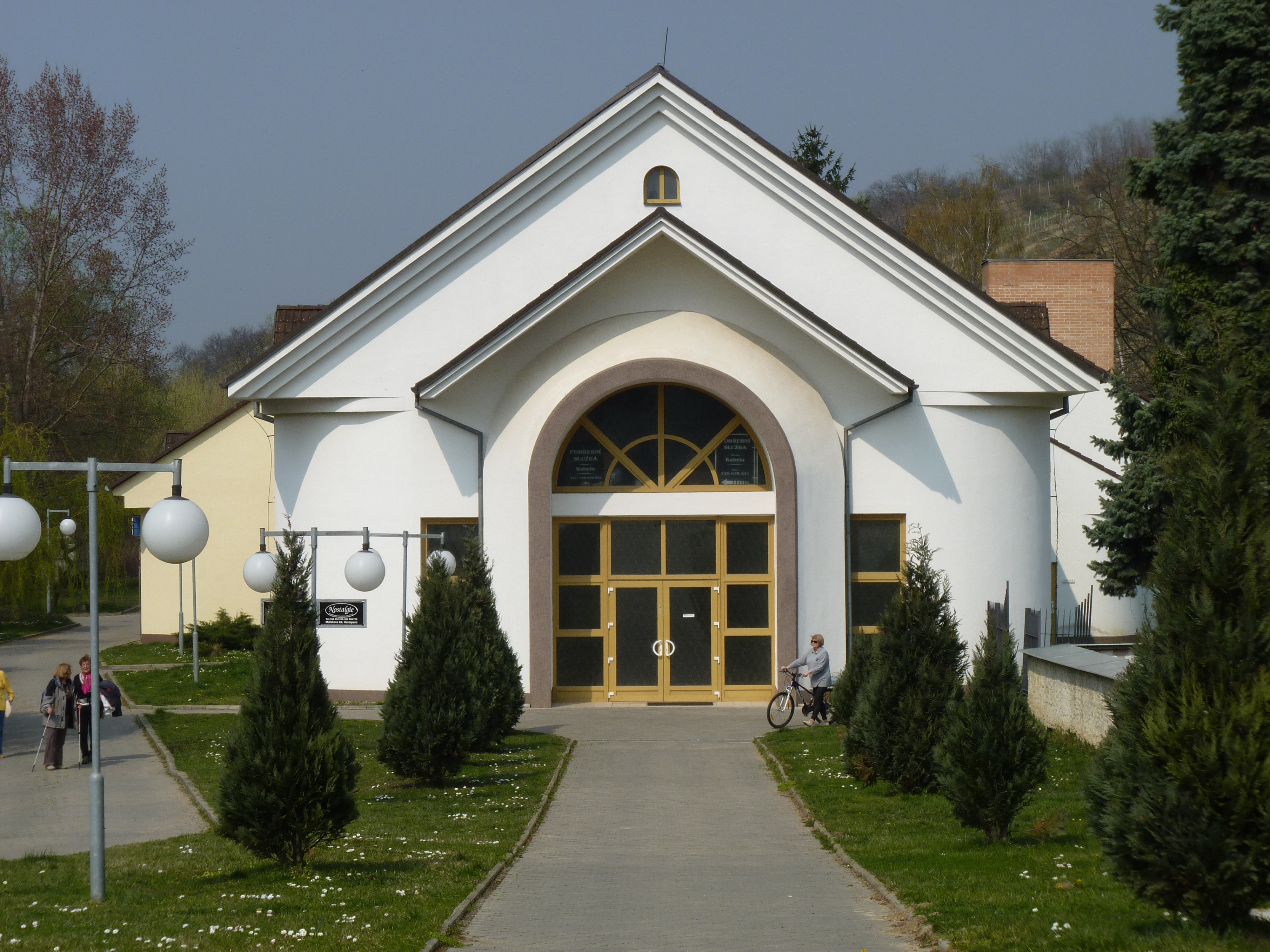
Krematorium v Hustopečích